# HD 165462
HD 165462，又名BD-00 3414，SAO 142084、HR 6757，是一颗恒星，视星等为6.34，位于銀經27.31，銀緯9.86，其B1900.0坐标为赤經18h 0m 59.1s，赤緯-0° 9.86′ 16″。